# (7657) Jefflarsen
(7657) Jefflarsen (1992 HK1) – planetoida z pasa głównego asteroid okrążająca Słońce w ciągu 4,96 lat w średniej odległości 2,91 j.a. Odkryta 25 kwietnia 1992 roku.